# 9 juillet 1937
Le vendredi 9 juillet 1937 est le 190e jour de l'année 1937.

## Naissances
- Arlette Nastat, styliste française
- David Hockney, artiste britannique
- Dominique Borella (mort en 1975), mercenaire français
- Josef Vacenovský, joueur de football tchécoslovaque
- Peter Beil (mort le 13 avril 2007), chanteur de schlager, trompettiste et compositeur allemand

## Décès
- Oliver Law (né le 23 octobre 1900), syndicaliste et communiste afro-américain

## Événements
- Incendie de la réserve de la Fox
- Fin de l'incident du pont Marco-Polo